# 이척 (상나라)
이척(伊陟, 생몰년 미상)은 중국 상나라의 재상이다. 상나라의 제9대 황제인 태무의 재상을 역임하여 상나라를 부흥시킨 현인(賢人)으로 여겨졌다.

## 생애
공안국(孔安國)에 따르면 이척은 이윤의 아들이라고 한다. 이척은 상나라에서 고위층 관료를 역임했는데 《사기》 《은본기》(史記 殷本紀)에서는 "상나라의 태무 황제는 이척을 재상으로 임명했다."(帝太戊立伊陟爲相)는 기록이 전한다. 일설에 따르면 이윤이 태갑(太甲)의 왕위를 찬탈한 다음에 태갑이 이윤을 살해하고 왕위를 되찾았지만 얼마 지나지 않아서 왕위를 찬탈했다고 전해진다.

## 참고 문헌
- 《사기》 《은본기》
- 《죽서기년》